# Mouriri pachyphylla
Mouriri pachyphylla là một loài thực vật có hoa trong họ Mua. Loài này được Burret mô tả khoa học đầu tiên năm 1931.